# Evanescence (album)
Evanescence je třetí studiové album americké skupiny Evanescence. Vydáno bylo v říjnu roku 2011 společností Wind-up Records a jeho producentem byl Nick Raskulinecz. Skupina začala album nahrávat již v únoru 2010 s producentem Stevem Lillywhitem, avšak nakonec se rozhodla jej přerušit. V hitparádě Billboard 200 se deska umístila na první příčce.

## Seznam skladeb
1. „What You Want“ – 3:41
2. „Made of Stone“ – 3:32
3. „The Change“ – 3:42
4. „My Heart Is Broken“ – 4:29
5. „The Other Side“ – 4:05
6. „Erase This“ – 3:55
7. „Lost in Paradise“ – 4:42
8. „Sick“ – 3:30
9. „End of the Dream“ – 3:49
10. „Oceans“ – 3:38
11. „Never Go Back“ – 4:27
12. „Swimming Home“ – 3:43